# Motsapi Moorosi
Motsapi Moorosi (* 4. Mai 1945 in Springs, Südafrika; † 8. Februar 2013 in Maseru) war ein lesothischer Sprinter. Er war der erste Olympiateilnehmer in der Geschichte des Landes.

## Karriere
Motsapi Moorosi trat bei den Olympischen Spielen 1972 in München im Wettkampf über 100 und 200 Meter an und erreichte jeweils das Viertelfinale. Bei der Eröffnungsfeier der Spiele war er Flaggenträger seines Landes.
Bei den Olympischen Spielen 1980 in Moskau war er Trainer der lesothischen Mannschaft.
Moorosi trainierte auch die Nationalmannschaft von Lesotho für die Commonwealth Games und die Afrikaspiele. Auch bei der President Brand Gold Mine wirkte er im Freizeitbereich als Trainer und diente später im Bildungsministerium (Lesotho Sports Council). Er gründete Pro Shop Sports und das Coca-Cola Primary Football under-12 Boys Tournament.

## Trivia
Auf dem Bild Nr. 72 der Voyager Golden Record ist Motsapi zusammen mit Walerij Borsow, Edwin Roberts und Su Wen-ho abgebildet. Das Bild stammt aus dem Wettbewerb über 200 Meter in den Vorläufen der Olympischen Spiele 1972 (Heat Three, Round One).